# Château de Béneauville (Bavent)
Cet article concerne le château de Béneauville situé à Bavent. Pour le château homonyme situé à Moult-Chicheboville, voir Château de Béneauville (Chicheboville).
Le château de Béneauville est une demeure, réédifiée entre 1589 et 1592, qui se dresse sur le territoire de la commune française de Bavent, dans le département du Calvados, en région Normandie. L'édifice est partiellement classé au titre des monuments historiques.

## Localisation
Le château de Béneauville est situé au nord de la commune de Bavent, entre les hameaux de Chef de Rue et du Bas de Bréville, en bordure nord de la plaine de Caen et du pays d'Auge, dans le département français du Calvados.

## Historique
Les terres de Béneauville sont la propriété de la famille de Touchet, famille d’écuyers du roi, du XIIIe siècle à 1782. Le château date du XVIe siècle, il est rebâti en 1589 par Louis de Touchet et son épouse Marie de L’Estendart, et la décoration intérieur est achevée par son fils Adrien de Touchet. Le précédent château avait été détruit lors des guerres de Religion. En 1782, le château est acquis par Pierre Housset de Catteville, trésorier des guerres.
Il est acheté par Henri-Gabriel-Marie Le Bègue de Germiny au milieu du XIXe siècle. 

## Description
Son immense comble en fer de hache et ses ailerons qui surmontent les bâtiments latéraux ajoutés au XVIIe siècle donne au château une silhouette caractéristique. Il abrite notamment des cheminées sculptées de la fin de la Renaissance.

## Protection
Les façades et toitures ; trois plafonds à poutres peintes (dont deux sont au rez-de-chaussée, dans le salon et la salle à manger, et le troisième au premier étage dans une chambre) ; quatre cheminées en pierre sculptée (une au rez-de-chaussée dans la salle à manger, les trois autres au premier étage dans les chambres) ; cheminée et boiseries du petit salon Louis XV, boiserie du manteau de cheminée marquée au chiffre de Béthune-Sully sont classés au titre des monuments historiques par arrêté du 6 octobre 1958 .
Le parc du château est un site classé depuis le 22 janvier 1943.